# Morihiko Saito
Morihiko Saitō (斎藤 盛彦, Saitō Morihiko, né en 1961) est un mathématicien japonais spécialisé en analyse algébrique et en géométrie algébrique.

## Formation et carrière
Après des études secondaires au lycée Aiko de Matsuyama, Saito entre en premier cycle en mathématiques à l'université de Tokyo et y obtient une maîtrise en 1979. En 1986, il soutient son doctorat à l'université de Kyoto. Après avoir travaillé comme assistant de recherche à l'Institut de recherche en sciences mathématiques de l'université de Kyoto, il y est nommé professeur associé.
Entre 1988 et 1990, il introduit la théorie des modules de Hodge mixtes (en), fondée sur les théories des D-modules en analyse algébrique, des faisceaux pervers et de la variation de structures de Hodge et des structures de Hodge mixtes (introduite par Pierre Deligne) en géométrie algébrique. Cela a conduit, entre autres choses, à une généralisation des théorèmes de décomposition fondamentaux d'Alexander Beilinson, Joseph Bernstein, Deligne et Ofer Gabber qui « relèvent » les faisceaux pervers de la caractéristique positive à la caractéristique zéro. La théorie des D-modules de Hodge constitue le point de départ de la théorie des D-modules de twisteurs développée par Claude Sabbah et Takurō Mochizuki, qui a conduit à une nouvelle généralisation du théorème de Beilinson-Bernstein-Deligne-Gabber par Mochizuki.
En 2006, Saito, avec Nero Budur et Mircea Mustață, a généralisé la notion de polynôme de Bernstein-Sato (également connu sous le nom de fonction b ou polynôme b) pour une variété arbitraire.
Saito décrit ses recherches comme portant sur « les applications de la théorie des modules de Hodge mixtes à la géométrie algébrique, notamment les théories des singularités, des cycles algébriques, des classes caractéristiques, etc. »
En 1990, il était conférencier invité au Congrès international des mathématiciens à Kyoto ; sa communication portait sur les « structures de Hodge mixtes et leurs applications ». En 1991, il reçoit le prix du Printemps de la Société mathématique du Japon.

## Publications choisies
- Morihiko Saito, « Hodge structure via filtered D-Modules », Astérisque, Société mathématique de France, vol. 179-180,‎ 1985, p. 342-351 (lire en ligne)
- Morihiko Saito, « Modules de Hodge polarisables », Publications of the Research Institute for Mathematical Sciences, université de Kyoto, vol. 24, no 6,‎ 1988, p. 849-995 (DOI 10.2977/prims/1195173930 , lire en ligne) (plus de 600 citations)
- Morihiko Saito, « On the structure of Brieskorn lattice », Annales de l'Institut Fourier, vol. 39, no 1,‎ 1989, p. 27-72 (DOI 10.5802/aif.1157 )
- Morihiko Saito, « Introduction to mixed Hodge modules », dans Actes du colloque de théorie de Hodge, Luminy, 1–6 Juin 1987, vol. 179-180, Société mathématique de France, coll. « Astérisque », 1989, 145-162 p. (lire en ligne)
- Morihiko Saito, « Mixed Hodge modules », Publ. RIMS, université de Kyoto, vol. 26, no 2,‎ 1990, p. 221-333 (DOI 10.2977/prims/1195171082 , lire en ligne) (plus de 600 citations)
- Morihiko Saito, « Decomposition theorem for proper Kähler morphisms », Tohoku Mathematical Journal, 2e série, vol. 42, no 2,‎ 1990, p. 127-148 (DOI 10.2748/tmj/1178227650 , MR 1053945)
- Nero Budur et Morihiko Saito, « Multiplier ideals, V-filtration, and spectrum », Journal of Algebraic Geometry, American Mathematical Society, vol. 14, no 2,‎ 2005, p. 269-282 (DOI 10.1090/S1056-3911-04-00398-4, MR 2123230, arXiv math/0305118, S2CID 11520237)